# 辛蒂·摩根
辛蒂·摩根（英語：Cindy Morgan，本名：Cynthia Ann Cichorski，1954年9月29日—2023年12月30日），美國女演員，在科幻電影《電子世界爭霸戰》中扮演洛拉/尤里和在喜劇《蠱惑仔出術》中扮演萊西·安德奧爾而聞名。她在2023年12月30日被室友發現死於美國佛羅里達州的家中，終年69歲。

## 外部連結
- 官方网站
- 辛蒂·摩根在互联网电影资料库（IMDb）上的資料（英文）
- TCM电影资料库上Cindy Morgan的资料（英文）
- 在AllMovie上辛蒂·摩根的頁面（英文）
- Moviefone Cindy Morgan Interview